# Pro Bowl 1992
Match précédent Match suivant
Le AFC-NFC Pro Bowl 1992 est le Match des étoiles de football américain de la National Football League pour la saison 1991. Il se joue au Aloha Stadium d'Honolulu le 2 février 1992 entre les meilleurs joueurs des deux conférences de la NFL, la National Football Conference et l'American Football Conference. La rencontre est remportée sur le score de 21 à 15 par l'équipe représentant la National Football Conference.